# Galleria mellonella
Espèce
La Fausse teigne de la cire (Galleria mellonella) est une espèce de lépidoptères (papillons) de la famille des Pyralidae vivant en Europe. Elle est aussi appelée « gallérie » en France,. C'est la seule espèce du genre Galleria.

## Biologie
Ce papillon volant de mai à octobre a une envergure de 30 à 41 mm.
La larve pose un problème aux apiculteurs car elle se nourrit des rayons de cire des ruches. Pour s'en protéger, certains apiculteurs favorisent l'installation d'un nid de frelons européens (Vespa crabro) à proximité des ruches car ceux-ci consomment bien plus de fausses teignes que d'abeilles[réf. nécessaire].
En 2017, un article publié dans la revue scientifique Current Biology indique que la chenille pouvait dégrader le polyéthylène,.

## Galerie

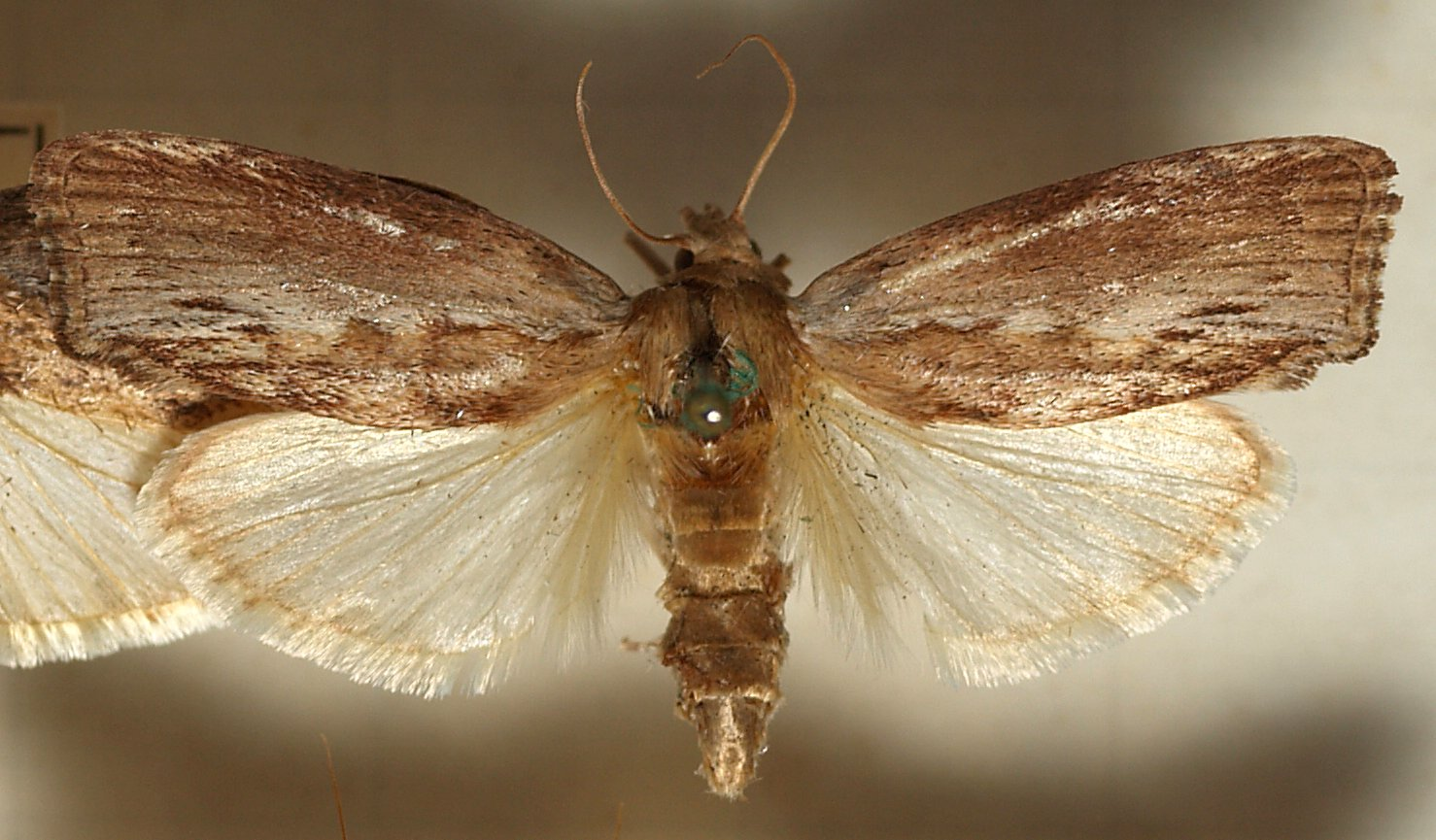
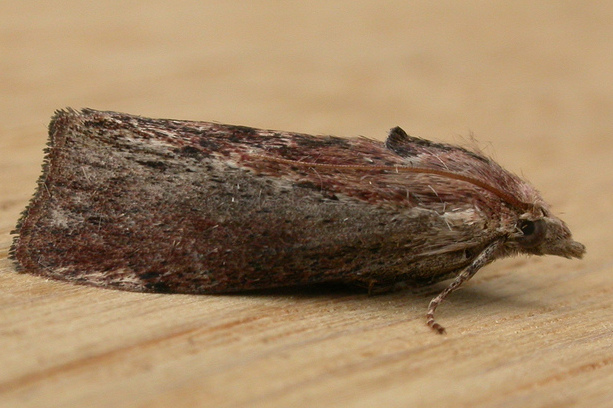
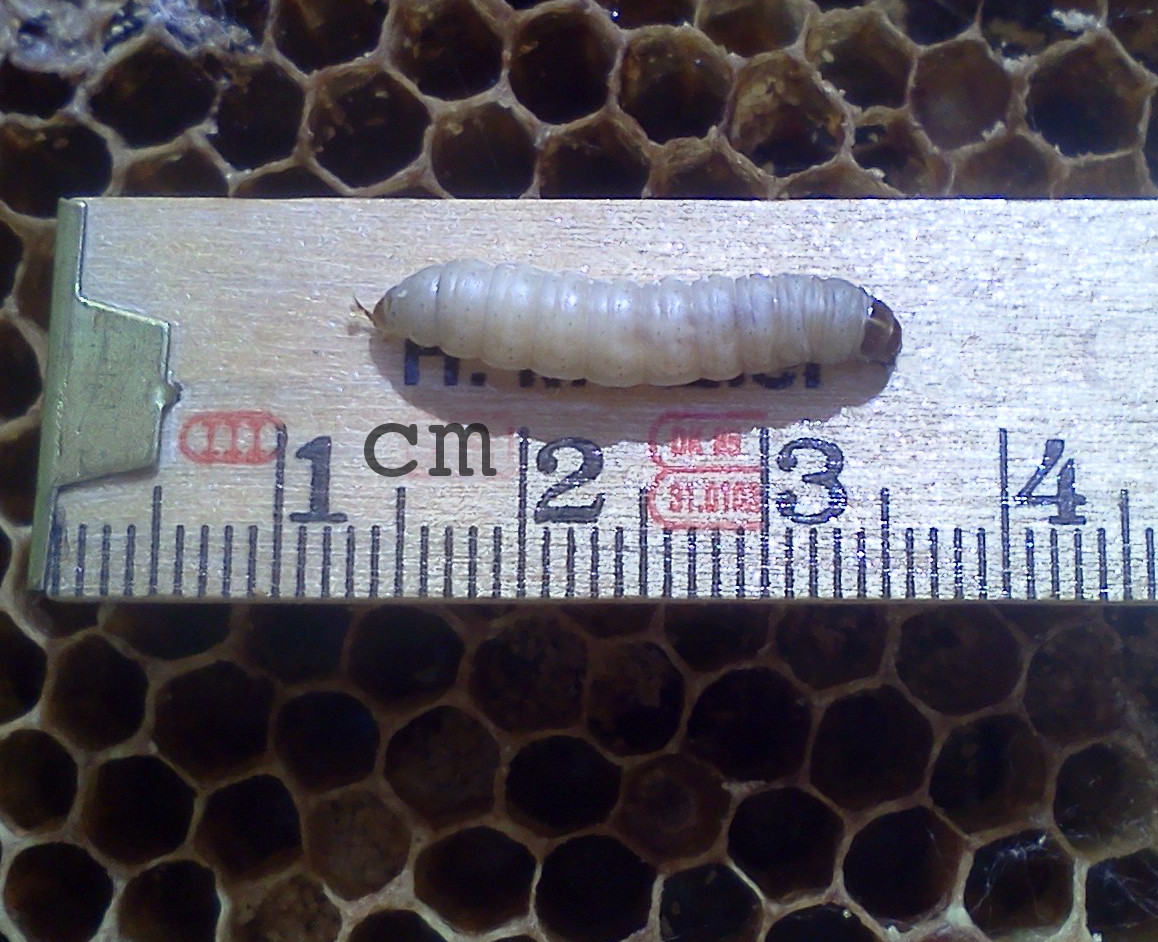
Larve.